# جزيرة واتلينغ
جزيرة واتلينغ هي جزيرة تقع في الناصفة العظيمة في برمودا. يبلغ طولها 130 مترًا من الشمال الغربي إلى الجنوب الشرقي، ويصل عرضها في الجزء الشمالي الغربي إلى 55 مترًا، مما يُنتج مساحة سطحية تُقدر بفدان واحد (0.4 هكتار). وهي تابعة لأبرشية وارويك.